# سبيروتترامات
سبيروتترامات هو مبيد حشري ينتمي إلى فئة الكيتو إينولات طورته شركة باير كروبساينس، ويُباع تحت الاسمين التجاريين موفينتو، وأولتور.

## آلية العمل
يعمل السبيروتترامات كمبيد فعال للحشرات الماصة الثاقبة، مثل حشرات المن، والعث، والذباب الأبيض، من خلال العمل كمثبط للأسيتيل كو إيه كربوكسيليز مما يمنع التخليق الحيوي للدهون في أجسام الحشرات. يعمل السبيروتترامات كمبيد حشري جهازي، حيث يخترق أوراق النبات عند الرش، ويتحرك في التربة، وتنقله الحزم الوعائية للنبات لأعلى ولأسفل. ويتحلل السبيروتترامات في النباتات إلى إينول عن طريق انقسام مجموعة الإيثوكسي كربونيل المركزية. ويعتبر هذا الإينول أكثر استقرارًا نظرًا لوجود الرابطة المزدوجة في حلقة والاقتران مع مجموعة الأميد وحلقة البنزين.

## الوضع القانوني والتنظيم
حصلت شركة باير كروبساينس على أول موافقة تنظيمية لبيع السبيروتترامات في تونس في عام 2007، وقد وافق الاتحاد الأوروبي على إدخال المنتج إلى أسواقه في 1 مايو 2014.

## التأثيرات الصحية
يمتلك السبيروتترامات درجة سمية حادة معتدلة إلى منخفضة، ومهيجة للعيون ويحتمل أن تسبّب لحساسية للجلد. لم يثبت عند اختبار مبيد السبيروتترامات على الفئران أنه مادة مسرطنة. أدرجت الدنمارك المبيدات التي تحتوي على السبيروتترامات كمواد ضارة باللافقاريات المائية، ولكنها ليست خطرة على النحل.